# جين ماركوس
جين ماركوس (بالإنجليزية: Jane Marcus)‏ هي رسامة أمريكية، ولدت في 1938، وتوفيت في 2015.